# Thorkel el Padrino
Thorkel Amundarson o Amundson (apodado Thorkel Fostri o Thorkel el Padrino) fue un bóndi y vikingo de las Orcadas en el siglo XI, que se opuso a los abusos impositivos y exigencias de Einar Sigurdsson como jarl del archipiélago.
El descontento entre los agricultores condujo a Thorkel a encabezar una protesta por las imposiciones de Einar. Einar aceptó la petición de Thorkel el primer año, pero en el segundo año furiosamente lo rechazó, jurando «que sólo uno de ellos vería la asamblea la próxima primavera.» Thorkel, y muchos otros notables, fueron al exilio, a la corte de Thorfinn el Poderoso (hermano de Einar), en Caithness.
Thorkel apoyó a Thorfinn, también le amparó como padre adoptivo (ahí su apodo) y juntos formaron un ejército capaz de enfrentarse y frenar al jarl Einar. Solo la intervención de Brusi Sigurdsson, otro de los hermanos que actuó como mediador, evitó la confrontación armada.
Thorkel fue recaudador de impuestos de Thorfinn en las islas, pero Einar era muy desconfiado y no olvidaba las diferencias que tuvo en el pasado y como temía por su vida se fue a Caithness. Thorkel y Thorfinn viajaron a Noruega y fueron bien recibidos en la corte de Olaf Haraldsson quien guardaba rencor a Einar por un agravio de sangre, cuando mató a un hermano de armas del rey, Eyvind Aurochs-Horn. Al regreso e su viaje, Einar ya estaba reclutando de nuevo un ejército para hacerles frente y Brusi tuvo que interceder otra vez y ambas partes llegaron a un acuerdo.
Thorkel Amundason debería reconciliarse con Einar, y deberían festejarlo. Einar fue a visitar a Thorkel primero, pero las cosas fueron mal. Cuando llegó el momento de devolver la visita a Einar, los hombres de Thorkel supieron que había hombres armados en el camino, aparentemente con intenciones de emboscarles. Thorkel dio un giro al asunto y no dudó en matar a Einar primero, y escapó a Noruega donde el rey estuvo complacido con las noticias de lo que había hecho.